# Заборные игуаны
Заборные игуаны (Sceloporus) — род ящериц семейства Phrynosomatidae, обитающий в Северной Америке. Другое название «колючие игуаны».

## Внешний вид и строение
Общая длина достигает 50 см. Голова притупленная, расширенная позади. Туловище плотное, цилиндрической формы, хвост постепенно истончается. Тела покрыто крупной ребристой чешуей с шипами, особенно велики шипы на хвосте. Отсюда и происходит другое название этого рода. Имеют яркую окраску — коричневую, бронзовую. Самцы ярче самок. На спине и по бокам есть правильно расположенные поперечные и продольные полосы и линии, которые могут менять цвет.

## Образ жизни и питание
Любят сухие, каменистые полупустыни, скалы, кустарниковые заросли, леса. Часто встречаются на изгородях и заборах. Отсюда и происходит название этих животных. Особенностью поведения является то, что при встрече с другими ящерицами они сильно и часто качают головой, одновременно приседают на передних лапах. Частота колебаний отличается у разных видов. Питаются насекомыми и другими беспозвоночными, а также семенами, листьями, небольшими ящерицами.

## Размножение
Эти ящерицы яйцекладущие, впрочем есть и живородящие.

## Распространение
Эндемики Северной Америки, особенно много видов встречается на территории США.

## Виды
Более 90 видов этого рода в настоящее время организованы в 21 группу видов:
- Sceloporus acanthinus
- Sceloporus adleri
- Sceloporus aeneus
- Sceloporus anahuacus
- Sceloporus angustus
- Sceloporus arenicolus
- Sceloporus asper
- Sceloporus aurantius[2]
- Sceloporus aureolus
- Sceloporus becki
- Sceloporus bicanthalis
- Sceloporus bulleri
- Sceloporus caeruleus
- Sceloporus carinatus
- Sceloporus cautus
- Sceloporus chaneyi
- Sceloporus chrysostictus
- Sceloporus clarkii
- Sceloporus couchii
- Sceloporus consobrinus
- Sceloporus couchii
- Sceloporus cowlesi
- Sceloporus cozumelae
- Sceloporus cryptus
- Sceloporus cupreus
- Sceloporus cyanostictus [3]
- Голубая колючая игуана[4] (Sceloporus cyanogenys)
- Sceloporus druckercolini
- Sceloporus dugesii
- Sceloporus edwardtaylori
- Sceloporus exsul
- Sceloporus formosus
- Sceloporus gadovae
- Sceloporus goldmani
- Sceloporus graciosus
- Sceloporus grammicus
- Sceloporus grandaevus
- Sceloporus heterolepis
- Sceloporus horridus
- Sceloporus hunsakeri
- Sceloporus insignis
- Sceloporus jalapae
- Sceloporus jarrovii
- Sceloporus lemosespinali
- Sceloporus licki
- Sceloporus lineatulus
- Sceloporus lunae
- Sceloporus lundelli
- Sceloporus macdougalli
- Sceloporus maculosus
- Sceloporus magister
- Sceloporus malachiticus
- Sceloporus megalepidurus
- Sceloporus melanorhinus
- Sceloporus merriami
- Sceloporus minor[3]
- Sceloporus monserratensis
- Sceloporus mucronatus
- Sceloporus nelsoni
- Sceloporus oberon[3]
- Западная заборная игуана[4] (Sceloporus occidentalis)
- Sceloporus ochoterenae
- Sceloporus olivaceus
- Sceloporus omiltemanus
- Sceloporus orcutti
- Sceloporus ornatus
- Sceloporus palaciosi
- Sceloporus parvus
- Sceloporus poinsettii
- Sceloporus pyrocephalus
- Sceloporus rufidorsum
- Sceloporus salvini
- Sceloporus samcolemani
- Sceloporus scalaris
- Sceloporus serrifer
- Sceloporus siniferus
- Sceloporus slevini
- Sceloporus smaragdinus
- Sceloporus smithi
- Sceloporus spinosus
- Sceloporus squamosus
- Sceloporus stejnegeri
- Sceloporus subniger
- Sceloporus subpictus
- Sceloporus sugillatus[3]
- Sceloporus taeniocnemis
- Sceloporus tanneri
- Sceloporus teapensis
- Sceloporus torquatus
- Sceloporus tristichus
- Sceloporus undulatus
- Sceloporus utiformis
- Sceloporus vandenburgianus
- Sceloporus variabilis
- Sceloporus virgatus
- Sceloporus woodi
- Sceloporus zosteromus